# Joseph Favre
Pour les articles homonymes, voir Joseph Favre (homonymie) et Favre.
Joseph Favre est un cuisinier suisse, né le 22 février 1844 à Vex (Valais), et mort le 17 février 1903 à Boulogne-sur-Seine (France). Il est surtout connu comme théoricien de la cuisine française et s'attacha à sa démocratisation. Il est avec Grimod de la Reynière, le Baron Brisse et Charles Monselet, l'un des premiers journalistes gastronomiques.
En 1874 et 1875, il est membre de la Fédération jurassienne acquise aux idées libertaires et l'ami de Gustave Courbet. Il fréquente Bakounine, Errico Malatesta, Élisée Reclus, Arthur Arnould et Benoît Malon.

## Biographie
Le 15 septembre 1877, Joseph Favre lance le premier journal culinaire écrit par un cuisinier. Il a pour titre La Science culinaire. Il est imprimé à Genève. Il vivra sept ans sous sa direction.
Ce journal produit une telle émulation dans le monde culinaire que le 1er mars 1879, Joseph Favre crée l'Union universelle pour le progrès de l’art culinaire. Quatre-vingts sections sont formées dans le monde. Celle de Paris prend le nom d'Académie de cuisine le 26 mai 1883.
Joseph Favre en sera le secrétaire général et, le 15 novembre 1883, il démissionne par une lettre qui se termine ainsi : « N’oubliez jamais qu’on s’attire plus d’ennemis en faisant du bien à l’ingrate humanité qu’en lui faisant du mal, sa tendance naturelle étant la perversion, mais n’oubliez pas non plus que l’on supporte avec une douce satisfaction les calomnies lorsqu’on ne fait que du bien. C’est avec un sentiment de générosité, que vous devez vous armer pour convaincre vos collègues et les amener à une appréciation plus juste et plus saine de la cause que nous défendons. »
Le 20 novembre 1882, La Science culinaire est publiée à Paris, faisant suite au succès de l’exposition culinaire organisée et présidée par Joseph Favre, ouvrant ainsi la série des nombreux concours culinaires qui vont se succéder.
Le 20 novembre de cette même année, Favre est parrainé par les docteurs Félix Brémond et Joseph de Pietra Santa à la Société française d’hygiène. En février 1883, en pleine séance extraordinaire, Joseph Favre reçoit son buste accompagné de cet hommage : « Désirant témoigner publiquement la reconnaissance du talent et du profond génie déployé pour émanciper la cuisine française; Ce souvenir restera l’éclatant témoignage de l’estime et de l’intérêt porté par ses confrères à cette grande réforme dont il fut le père. »
C'est en 1883 que commence la parution, par fascicules, de son Dictionnaire universel de cuisine. Encyclopédie illustrée d'hygiène alimentaire qui doit compter quatre volumes au total.
En 1888, l’Académie est réorganisée et prendra le nom d'Académie culinaire de France[réf. nécessaire].
1889, première édition du Dictionnaire universel de cuisine. Le vœu de l’auteur était d’offrir ses connaissances sur l’alimentation à la famille, qu’elle soit de la haute société ou plus modeste. Dans sa lettre au lecteur, il dit : « La mère de famille ou la ménagère peut désormais étudier les importantes questions d’hygiène alimentaire et faire suivre aux enfants une alimentation appropriée aux différentes phases de leur jeunes âges. »

## Anarchiste et membre de la Fédération jurassienne
En 1874, il fait partie de la section de Vevey affiliée à la Fédération jurassienne acquise aux idées libertaires, avec Élisée Reclus, Samuel Rossier, Charles Perron.
Il est également ami avec Gustave Courbet qu'il a connu à Clarens et qui fait de lui un magnifique portrait
Au Tessin, il fait la connaissance de Bakounine. C'est alors qu'il crée un dessert, le pouding Salvator lors d'un dîner avec Bakounine, Errico Malatesta, Élisée Reclus, Jules Guesde, Arthur Arnould et Benoît Malon. « Les six ou sept doctrinaires, abstèmes, créophages, végétariens et gastrosophes, se trouvèrent d’accord pour reconnaître l’exquisité du pouding », écrit-il dans son Dictionnaire universel de cuisine pratique.
En 1875, il fonde le journal L'Agitatore, sur des positions proches de celles de Benoît Malon, puis, contre l'action anarchiste insurrectionnaliste, L'Almanacco del proletario pel 1876.

## Analyse de l'œuvre
Joseph Favre était un progressiste attaché à la santé de l’enfant et de la famille. Dans son œuvre, il n’occulte pas les régimes, les propriétés curatives des plantes et il est persuadé qu’une nourriture saine est meilleure qu’une ordonnance médicale. Selon lui, le meilleur médecin de l’homme est sa nourriture, ce qui l’opposera à de nombreux médecins traditionnels.
De la gastronomie, Joseph Favre dit : « Il y a un abîme entre la gourmandise des Romains nécessitant le vomitif pour jouir d’une nouvelle déglutition, la gastronomie gloutonne dont les conséquences sont l’indigestion, les troubles et la goutte, et la science culinaire qui a pour but la véritable recherche de la santé par la cuisine qui entretient la virilité, le fécond développement des forces vitales et maintient les facultés intellectuelles dans leur intégrité. »

## Publications
- Dictionnaire universel de cuisine pratique. Encyclopédie illustrée d'hygiène alimentaire : modification de l'homme par l'alimentation, édition à compte d'auteur, 1905, tome 1, 4 vol., 1 942 p., fig. ; 29 cm, Bibliothèque nationale de France, département Collections numérisées, 2009-49649 (notice d'ensemble : http://catalogue.bnf.fr/ark:/12148/cb41414084b).
- Dictionnaire universel de cuisine et d'hygiène alimentaire. Modification de l'homme par l'alimentation, préface de Charles Monselet, Paris, Les Libraires, 1889-1891, 2 vol., ill. ; in-4 (domaine public), Bibliothèque nationale de France, département Sciences et techniques, 4-V-2715 (1) (http://catalogue.bnf.fr/ark:/12148/cb30966505q).

### Notices
- Jean-Christophe Angaut, Joseph Favre. Un cuisinier bakouninien ?, Atelier de création libertaire, 14 octobre 2010, lire en ligne.
- Chantier biographique des anarchistes en Suisse : notice biographique.
- L'Éphéméride anarchiste : notice biographique.
- Jean Maitron, Dictionnaire des anarchistes, notice biographique.